# Труженик (Ульяновська область)
Труженик (рос. Труженик) — селище в Мелекеському районі Ульяновської області Російської Федерації.
Населення становить 96 осіб. Входить до складу муніципального утворення Новомайнське міське поселення.

## Історія
Від 2004 року входить до складу муніципального утворення Новомайнське міське поселення.

## Населення
| 2010 |
| ---- |
| 96   |